# Seznam romunskih matematikov
Seznam znanih romunskih matematikov.

## A
- (Ion I. Agârbiceanu : fizik)

## B
- Ion Barbu (1895 - 1961)

## C
- Valentin Ceaușescu (1948) (fizik...)
- Henri Coandă  (1886 – 1972) (fizik, izumitelj letal ...)

## G
- Ion Ghica (1816 – 1897)

## H
- Sergiu Hart (1949 –) (romunsko-izraelski)
- Spiru Haret (1851 – 1912)

## I
- Caius Iacob (1912 – 1992)
- Nae Ionescu (1890 – 1940)

## K
- Sergiu Klainerman (1950 – )

## L
- Mario Livio (1945 –) (romunsko-izraelsko-ameriški astrofizik, popularizator znanosti in matematike)
- George Lusztig (1946 –) (romunsko-amer.)

## P
- Dimitrie Pompeiu (1873 – 1954)

## T
- Gheorghe Ţiţeica (1873 – 1939)